# Radoslav Batak
Radoslav Batak (in serbo Радослав Батак?; Novi Sad, 15 agosto 1977) è un ex calciatore serbo naturalizzato montenegrino, di ruolo difensore.

## Carriera

### Club
Batak ha militato in Serbia con ČSK Pivara, Mladost Apatin, Vojvodina e Vrbas, prima di trasferirsi alla Dinamo Mosca, in Russia. Nel 2005 si accasa in Turchia, all'Ankaraspor, fino al 2009, anno in cui passa all'Antalyaspor. Nella stagione 2010-2011 torna a giocare in patria nel Mogren.

### Nazionale
Dal 2007 ha collezionato svariate presenze con la maglia della nazionale montenegrina.

## Palmarès

### Club

#### Competizioni nazionali
- Campionato montenegrino: 1

Mogren: 2010-2011